# Lelydorp
Lelydorp (Sranantongo: Kofi-djompo) is een ressort en de hoofdplaats van het Surinaamse district Wanica. De plaats is gelegen aan de Indira Gandhiweg van Paramaribo naar Zanderij, op circa 18 kilometer ten zuiden van de hoofdstad. In 2012 bedroeg het aantal inwoners 19.910. Het grootste deel van de bevolking bestaat uit Javanen, gevolgd door Hindoestanen en Creolen.

## Geschiedenis
Lelydorp heette aanvankelijk Kofidjompo. Kofi betekent vrijdag en was de naam van slaafgemaakte mannen die op een vrijdag waren geboren. Letterlijk betekent Kofidjompo 'Kofi die sprong' en verwijst naar de gevluchte Kofi die over de zwamp (moeras) sprong toen hij op de vlucht was voor militairen. Tijdens het gouverneurschap van Cornelis Lely vanaf 1902 was het dorp vrijwel onbevolkt. Het bloeide weer op omdat Lely er de Lawaspoorweg liet aanleggen en het een dorpje een belangrijke halte werd. Ter ere van de gouverneur werd het omgedoopt in Lelydorp. In de jaren twintig vestigden veel ex-contractarbeiders van Javaanse afkomst zich in de plaats.

## Functies
Lelydorp is het bestuurlijk centrum van het district Wanica en is de zetel van de districtscommissaris. De plaats vervult een belangrijke functie als foerageringsplaats voor mensen die vanuit de hoofdstad op weg zijn naar het binnenland. Er zijn veel winkels en restaurants. Behalve als plaats van regionaal bestuur, is het ook van belang als verzorgingscentrum voor de omliggende omgeving met poliklinieken en verschillende scholen. Op enige kilometers ten westen van de Indira Gandhiweg ligt de belangrijkste nationale penitentiaire inrichting: Santo Boma.
Te Lelydorp is het heilpedagogisch centrum Matoekoe gevestigd en het conferentiecentrum "Caribbean Centre" dat gesticht werd door de Surinaamse dichter Bhai.
Het Neotropical Butterfly Park is een vlindertuin in Lelydorp, waar naast vlinders ook nog schildpadden en slangen te zien zijn en waar nog een insectenmuseum is ingericht.
In Lelydorp bevindt zich sinds 2020 het Regionaal Ziekenhuis Wanica.

## Monumenten
| Artikel                | Type      | Omschrijving                                                           | Foto | Kunstenaar | Onthulling |
| ---------------------- | --------- | ---------------------------------------------------------------------- | ---- | ---------- | ---------- |
| Millennium Monument    | monument  | in 2024 opgeknapt                                                      |      | onbekend   | onbekend   |
| I love Kofidjompo      | beeldmerk | symbool voor Lelydorp en eerbetoon aan de gevluchte slaafgemaakte Kofi |      | onbekend   | 2017       |
| I love Wanica          | beeldmerk | symbool van liefde voor Wanica                                         |      | onbekend   | onbekend   |
| Gotong Royong Monument | beeldmerk | wederzijdse hulp (gotong royong)                                       |      | onbekend   | 2016       |
| We love gotong royong  | beeldmerk | wederzijdse hulp (gotong royong)                                       |      | onbekend   | 2022       |

## Sport
Enkele voetbalclubs uit Lelydorp zijn SCSV Bomastar, SV Jong Rambaan, Junior FC, Flamingo FC, SV Real Poerwo en Sea Boys. De wedstrijden worden gespeeld in het Emiel Briel Stadion en het Bomastar Sportcomplex.

## Stedenband
Lelydorp heeft een stedenband met de Nederlandse stad Lelystad.

## Geboren in Lelydorp
- Bettina Campbell (1974), pornoster
- Crystal Leefmans (1995), badmintonner
- Chan Santokhi (1959), politicus; president van Suriname sinds 2020

## Galerij

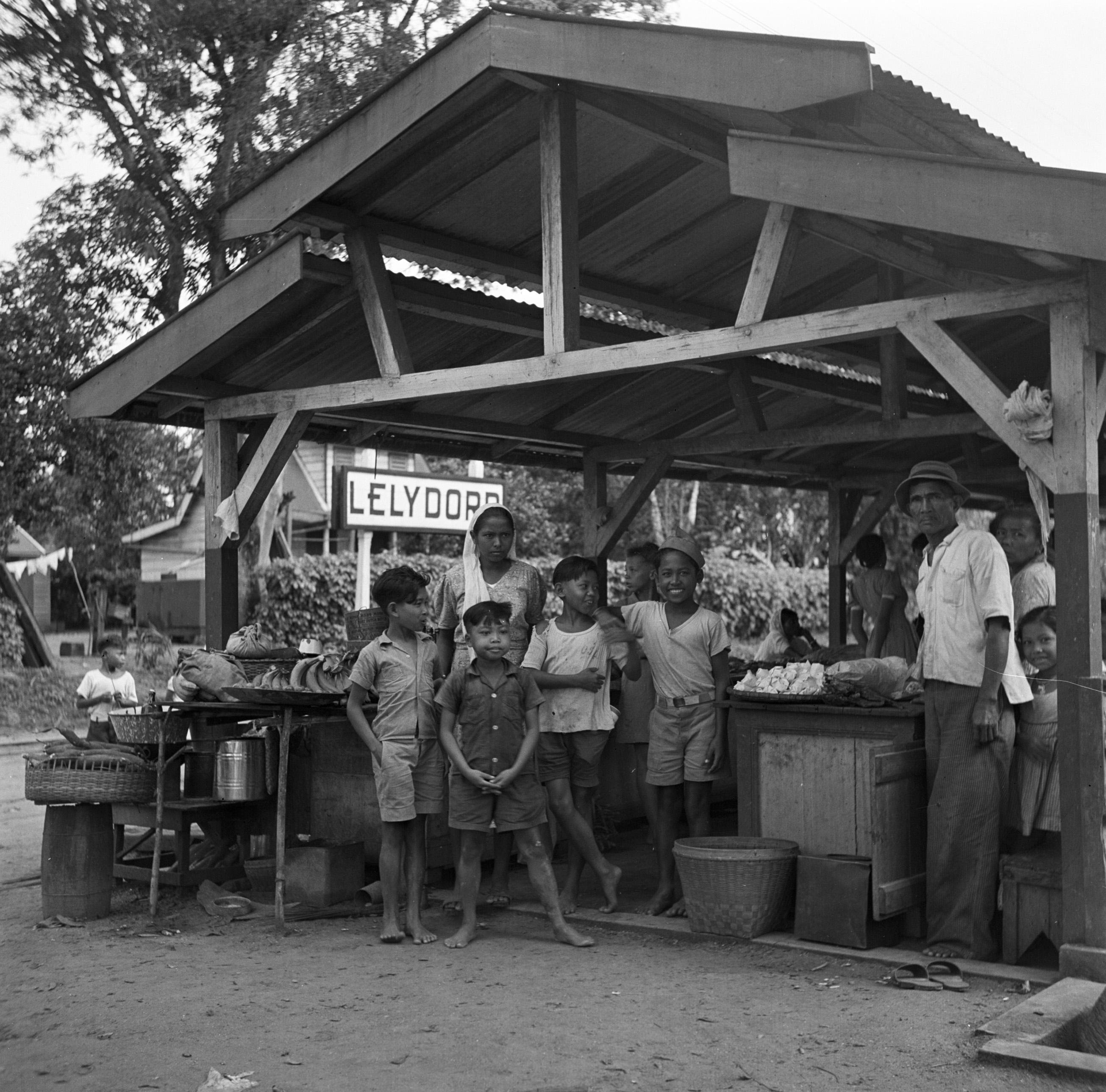
Markthal met station in 1946
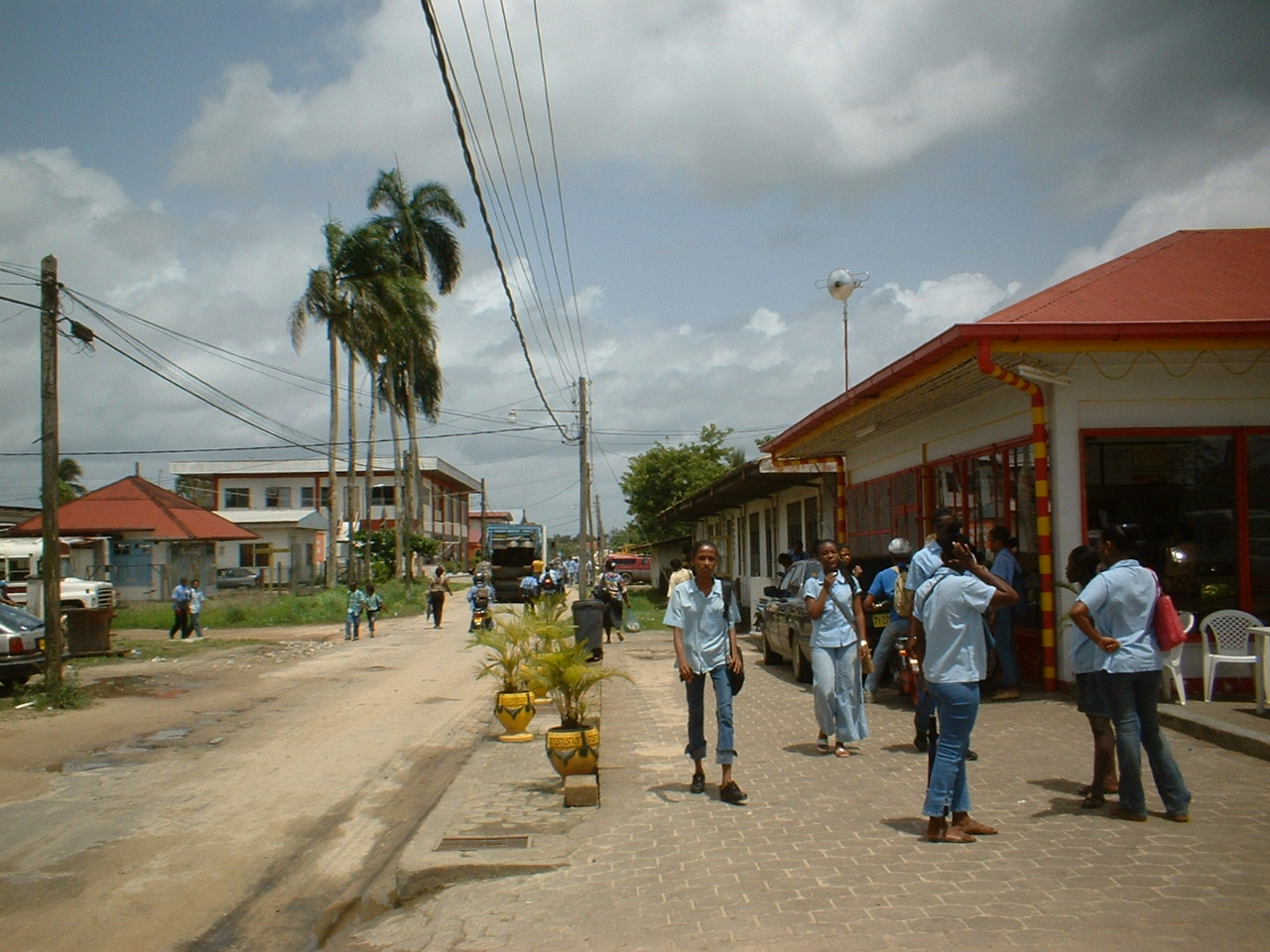
Centrum
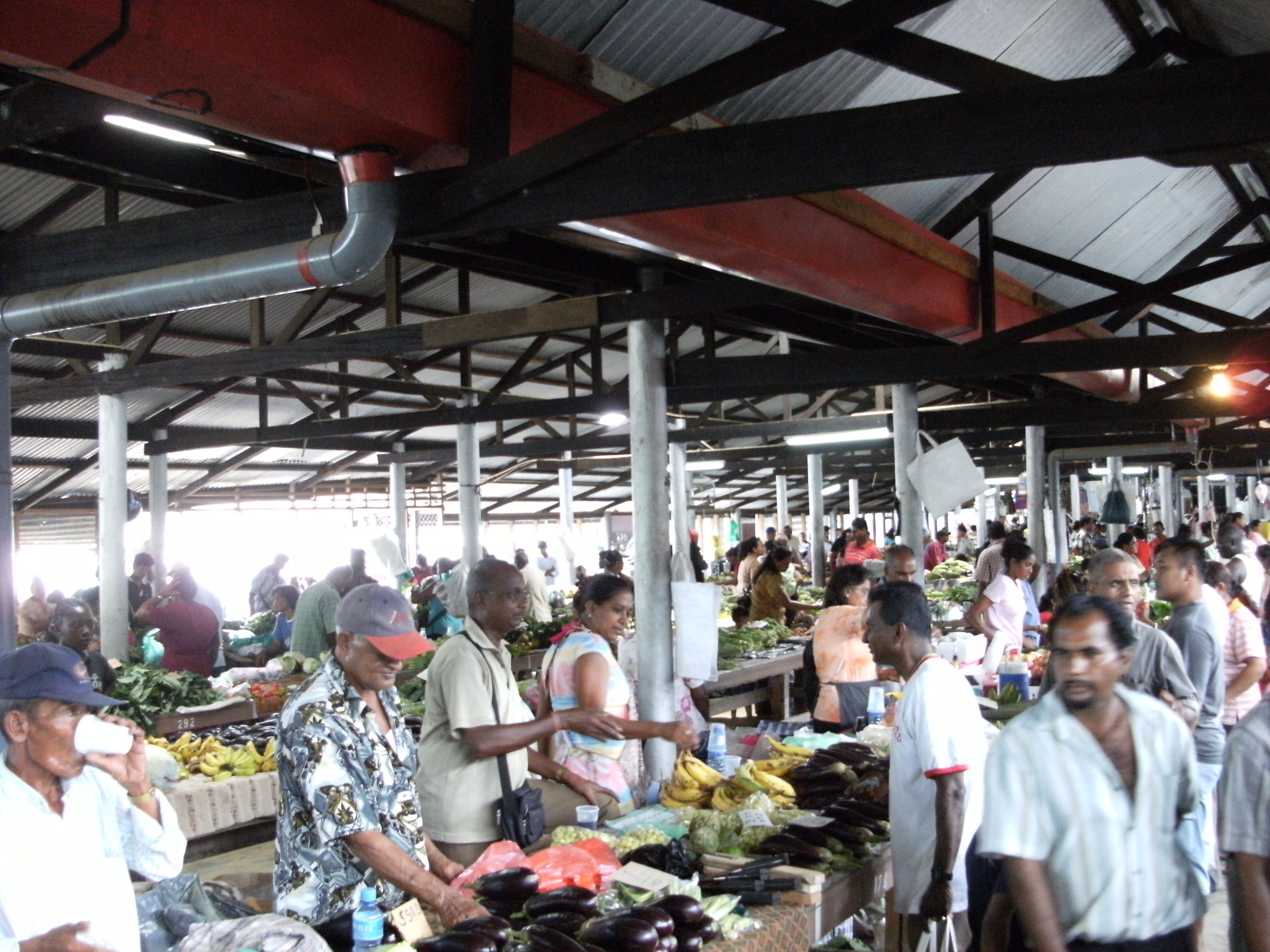
Markthal
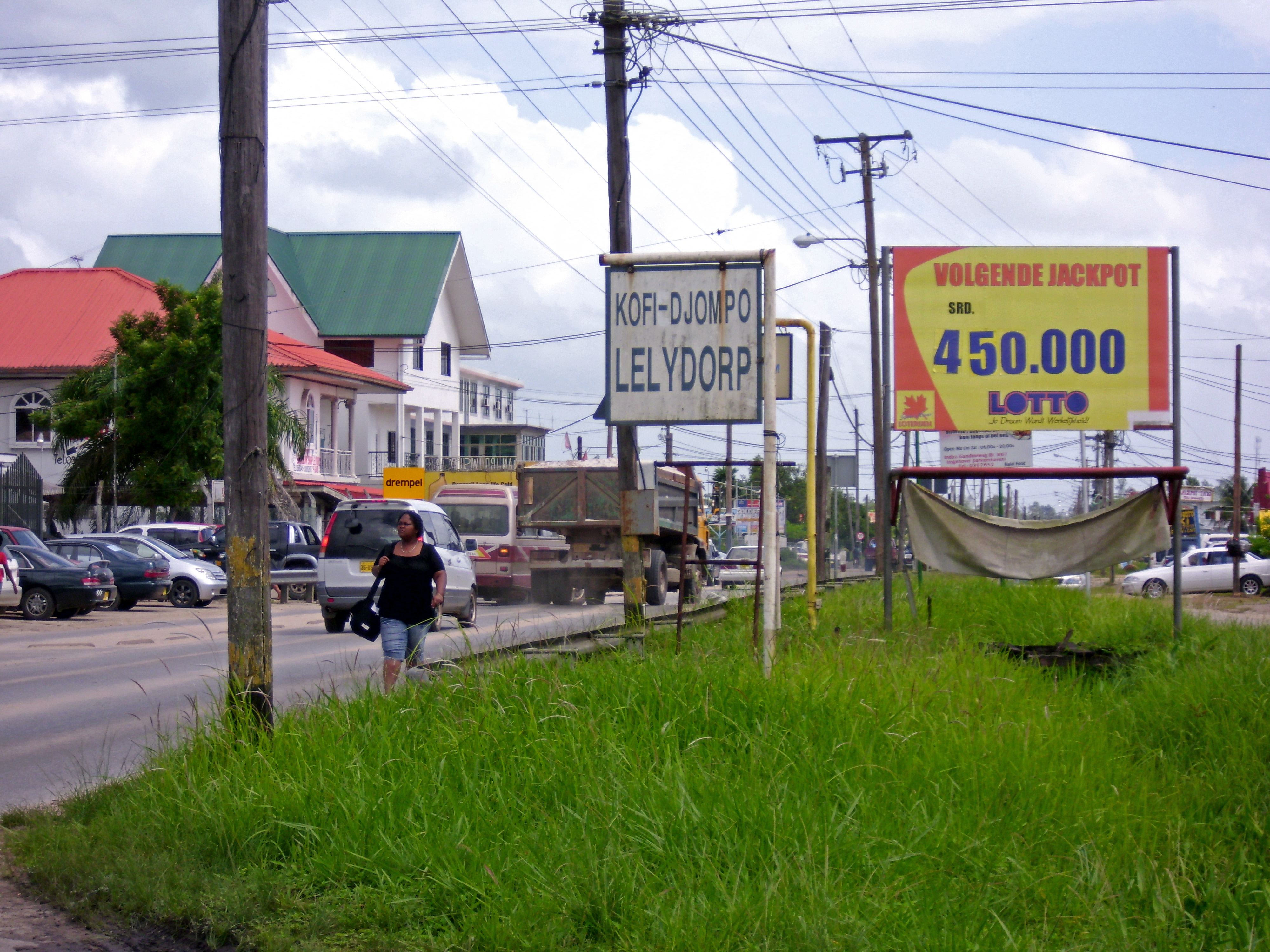
Straatbeeld